# Макс фон Галвиц
Макс Карл Вилхелм фон Галвиц (на немски: Max Karl Wilhelm von Gallwitz) (2 май 1852 – 18 април 1937) е немски офицер от германската имперска армия, генерал от артилерията, отличил се със службата си по време на Първата световна война на Източния фронт, Балканите и Западния фронт.

## Биография

### Ранни години
Макс фон Галвиц е роден на 2 май 1852 в силизийския град Бреслау. Семейството, от което произхожда, е католическо и принадлежащо към средната класа на пруското общество. След завършване на гимназиалното си обучение постъпва като доброволец в 9-и полеви артилерийски полк „Генерал-фелдмаршал Граф Валдерзе“, с който взима участие във Френско-пруската война от 1870 – 1871 г. През 1872 година младият Галвиц е повишен в чин лейтенант, а през 1877 година постъпва на обучение във Военната академия на Прусия, където прекарва следващите три години до завършването си. През 1882 година е назначен за адютант на 11-а полева артилерийска бригада, а само година след това започва тригодишната си служба в германския Генерален щаб, по време на която е повишен в ранг капитан. От 1887 г. до 1890 г. е на работа в кавалерийския отдел на пруското военно министерство, като към края на службата там е повишен до чин майор. През 1895 г. преминава на строева служба и е назначен за командир на дивизион в 11-и артилерийски полк, където се задържа около две години преди отново да се завърне във военното министерство. В 1899 г. получава командването на 76-и артилерийски полк, а две години по-късно на 29-а полева артилерийска бригада заедно с повишението си до чин полковник.
През 1902 г. Галвиц е повишен до ранг генерал-майор, след което се завръща като началник на отдел във военното министерство. Три години след това получава командването на базираната в Кьолн 15-а пехотна дивизия и генерал-лейтенантско звание. На 4 април 1911 г. е произведен в чин генерал от артилерията и назначен за инспектор на полевата артилерия на германската армия.

### Първа световна война
След избухването на Първата световна война през август 1914 г. генерал Галвиц е назначен за командир на Гвардейския резервен корпус, който е подчинен на германската 2-ра армия. От 19 до 25 август генералът участва в превземането на важната белгийска крепост Намюр.

#### Служба на Източния фронт
Пребиваването на генерал Галвиц на Западния фронт се оказва краткотрайно, тъй като сложното положение на германската армия в Източна Прусия, след неуспеха ѝ при Гумбинен, изисква бързото прехвърляне на Гвардейския резервен корпус на Източния фронт. Макар че той пристига твърде късно, за да допринесе за голямата немска победа при Таненберг, генералът и войниците му взимат участие в битката при Мазурските езера през септември 1914 г., в резултат от която руснаците са окончателно прогонени от Източна Прусия. По същото време се налага германците да облекчат тежкото положение на австрийците в Галиция и да предприемат нахлуване в руска Полша от към Силезия. За целта е формирана 9-а армия, към която е придаден и Гвардейският резервен корпус на генерал Галвиц. Операцията започва на 28 септември и продължава до края на октомври. По време на настъплението си немските войски успяват почти да достигнат до Варшава, но не успяват да превземат града и скоро след това са принудени да отстъпят под напора на голяма руска контраатака. Почти веднага след този неуспех германците са изправени пред опасността от руско нашествие в Силезия. В резултат 9-а армия е прехвърлена на север около град Познан, от където в началото на ноември тя предприема второ нахлуване в руска Полша. Тази крупна операция завършва с липса на решително предимство, за която и да е от противниковите страни, но руската заплаха за Силезия все пак е премахната.
На 9 февруари 1915 година генерал Галвиц е назначен за командир на армейска група, носеща неговото име. Десетте дивизии под негово командване имат за задача да обезпечат германските 8-а и 10-а армия по време на зимното сражение в Мазурия от възможно настъпление на руските 1-ва и 12-а армия срещу тила им. Във връзка с това Галвиц започва настъпление, при което на 24 февруари е овладяно градчето Прасниш. Скоро то е загубено вследствие на руска контраатака, която отблъсква немците обратно до изходните им позиции. През юни вследствие на Горлицкия пробив у немското командване се възражда идеята за обкръжаване на руските войски в Полша. На генерал Галвиц също е отредена роля и той е натоварен с осъществяването на ново настъпление срещу Прасниш, за което разполага с около 14-те пехотни дивизии на своята група т.е. с общо 177 000 войници и 1256 оръдия. Атаката започва с масирана артилерийска бомбардировка на 30 юни 1915 г. и успява да изтласка руснаците нанасяйки им тежки загуби. Въпреки това твърдата неприятелска съпротива успява да провали германския план за обкръжение, а руските войски не само се изплъзват от стягащата се примка, но и се установяват на нови отбранителни рубежи. За приноса си в тези боеве генерал Галвиц е награден на 24 юли 1915 г. с най-висшето военно отличие на кралство Прусия – ордена Pour le Mérite. На 7 август групата Галвиц се преобразува в новата 12-а армия.

#### Служба на Балканите
На 22 септември 1915 г. генерал Галвиц освобождава поста на командващ 12-а армия и заминава за южна Унгария, където на 30 септември оглавява новосформираната 11-а германска армия. Тази армия е подчинена на група армии Макензен, чиято основна цел е разгромът на Сърбия и трайното отваряне на сухоземните и речни връзки между Австро-Унгария и България.
На 6 септември 1915 г. офанзивата започва с масирана артилерийска бомбардировка от 470 немски оръдия разположени на северния бряг на Дунав. Скоро след това войниците на генерал Галвиц прекосяват голямата река и на 9 октомври овладяват Белград. След прехвърлянето на войските настъплението е временно забавено, докато се прехвърлят армейските обози и се построят мостове през Дунав, но немците все пак влизат в непосредствена връзка със съседната 3-та австро-унгарска армия към 13 октомври. Опитите да се разбие сръбската армия в решително сражение не успяват, а вместо това последната умело отстъпва. Големи трудности при настъплението създават лошите пътища и неспособността на 11-а армия да се изхранва от напълно изтощените окупирани сръбски земи, което допълнително забавя немските части. Недоволен от бавното настъпление, фелдмаршал Макензен често е принуден да подтиква генерал Галвиц към по-бързи и по-енергични действия, но въпреки това плановете на фелдмаршала за решителен бой със сърбите при Крагуевац се провалят именно заради изоставането на част от немските сили. Все пак генерал Галвиц постига значими успехи съпроводени с пленяването на множество вражески войници, като само при превземането на Крушевац на 6 ноември в плен попадат 4000 – 5000 сърби.
След завладяването на Ниш от българските войски и свързването на 11-а и 1-ва армия, германското главно командване заповядва оттеглянето на значителна част от корпусите, подчинени на генерал Галвиц, като за по-нататъшното преследване на сърбите оставя само три дивизии. С тези сили 11-а армия участва в Косовската операция, в резултат от която сръбската армия е окончателно разгромена, но не и унищожена.
При приключването на операциите срещу Сърбия през декември 1915 г. 11-а армията е усилена с българската Пета пехотна дунавска дивизия, но въпреки това генерал Галвиц не спуска веднага войските си на гръцката граница, а методично ги придвижва на юг, едновременно с поправянето на железопътната линия в долината на Вардар, предпазвайки ги по този начин от продоволствени и други лишения. В края на февруари армията се нарежда редом до другите български войски по границата, но дейността на самия генерал Галвиц на Балканите приключва съвсем скоро след това.

#### Служба на Западния фронт
На 24 март 1916 г. Галвиц е освободен от поста командващ 11-а армия и изпратен на Западния фронт, където поема началството на войски, които действат на левия бряг на река Маас, като част от германската 5-а армия, по време на голямото Вердюнско сражение. На 5 април генералът започва атака и скоро постига значими успехи с превземането на важните за френската отбрана Височина 304 и хълмовете около Ле Морт-Ом. В качеството си на опитен артилерист Галвиц отделя особено внимание на борбата с противниковата артилерия. През май французите контраатакуват и завземат част от окопите на Ле Морт-Ом, което води до известно изостряне на отношенията между генерал Галвиц и прекия му началник кронпринц Вилхелм, но то е изгладено след поредната немска атака, която успява да възвърне част от загубените позиции. Битката продължава до края на май и началото на юли, време през което немските сили са постепенно изтощени и лишени от подкрепления поради неуспехите на австро-унгарците на изток. При тези условия важната задача да се неутрализира френската артилерия не е постигната.
Борбата при Вердюн още не е заглъхнала, когато започва голямата съглашенска офанзива при река Сома, която налага бързото прегрупиране на немските сили. Именно на този критичен участък от Западния фронт е изпратен генерал Галвиц, за да поеме командването на германската 2-ра армия и едновременно с това да оглави на 19 юли новосъздадена армейска група, състояща се от тази и 1-ва армия. В течение на следващите месеци двете страни са вкопчени в една от най-ожесточените и кръвопролитни битки на войната. Група армии „Галвиц“ се оказва временна мярка и на 28 август е заменена от армейската група на кронпринц Рупрехт, но генералът от артилерията остава командир на 2-ра армия и заедно с нея продължава да отблъсква съглашенските атаки през септември и ноември. За успешно водената от Галвиц отбрана по време на сражението при Сома, той е награден с Голям кръст на ордена на Червения орел.
На 17 декември 1916 г. генерал Галвиц се завръща във Вердюнския сектор на фронта, като поема командването на германската 5-а армия. По това време голямото сражение, което се е водило в този район от месец февруари, е завършило, а задачата на немските войски е да удържат своята линия в дългосрочен план. Така първата половина на 1917 г. преминава без големи сражения по бреговете на река Маас, но с известно неразбирателство между Галвиц и генерал-квартирмайстера на германската армия Лудендорф. Причината за това е в непрекъснатите категорични откази на последния да разреши предлаганите от Галвиц широкомащабни атаки. Едва на 1 август е предприета атака срещу височините на Ле Морт-Ом, която макар и ознаменувана с известен успех е съпроводена с тежки загуби. Скоро обаче французите започват серия от контраатаки, които принуждават немците да евакуират Ле Морт-Ом. На 23 декември 1917 г. Галвиц е награден с ордена Черен орел лично от императора.
На 1 февруари 1918 г. отново е формирана група армии „Галвиц“, състояща се от 24 дивизии, и с район на действие около Вердюн, на фронт, простиращ се от Аргонския лес до река Мозел. По време на започналото през месец март голямо немско пролетно настъпление, войските на генерал Галвиц поддържат съседната 18-а армия, като отвличат вниманието на французите в своя сектор. Последната немска офанзива не постига целта си, което скоро изправя германските армии на Западния фронт пред голямо съглашенско контранастъпление, под чиито удари попадат и войските на генерал Галвиц. На 12 септември 1918 г. 7 непълни немски дивизии с 560 оръдия биват атакувани от американски сили, превъзхождащи ги почти осемкратно и целящи елиминирането на заетия от германците Сен Миелски клин. Изправени пред такива обстоятелства немските сили претърпяват сериозно поражение, като губят над 400 оръдия, а броят на пленените германци достига 13 – 16 000, в резултат на което са принудени да отстъпят. Няколко дни след това сражение генерал Галвиц предава командването на 5-а армия на генерал Марвиц с цел по-доброто координиране на отбранителните действия, но остава начело на армейската група.
На 26 септември американците и французите започват голяма офанзива в района на Аргонския лес и по река Маас, която е посрещната с упорита съпротива от страна на група армии „Галвиц“. Първите атаки на съглашенците са отбити, но техните големи резерви и числено превъзходство им позволяват да продължат атаката и на 4 октомври, но отново биват отбити от немците, като съюзниците успяват да пробият отбраната едва в средата на октомври. Германците отново се оттеглят постепенно, нанасяйки големи загуби на атакуващите ги американци и французи. Цялостното положение на германската армия обаче остава тежко, което води до оставката на 26 октомври на Лудендорф и до заминаването на генерал фон Галвиц и генерал фон Мудра за Берлин, където двамата са призовани, за да изяснят военното положение на новото правителство. Съветите на двамата опитни командири да се продължи съпротивата срещу съглашенците в крайна сметка не са приети и Галвиц е отпратен обратно на фронта, където войските му продължават ожесточената борба, оставени без резерви и непрекъснато принуждавани да отстъпват. Краят на войната настъпва скоро след това на 11 ноември 1918 г. Военната кариера на генерал фон Галвиц приключва на 9 декември с преминаването му в запаса. Скоро след това той получава признание за ролята си във войната от Лудендорф и кронпринц Вилхелм, които открито заявяват, че го считат за един от най-добрите лидери и военни умове, с които германската армия е разполагала.

### След войната
След войната генералът от артилерията се заема с писането на мемоарите си и влиза в политиката, като на 6 юни 1920 г. е избран за член на Райхстага от Германската национална народна партия. След разпускането на парламента през 1924 г. той се оттегля от политическия живот.
През април 1937 г. фон Галвиц заминава на пътешествие из Италия, но по време на посещение в Помпей заболява тежко и се налага да бъде транспортиран до Неапол. Там на 18 април, в 13:30 часа генералът умира почти на 85-годишна възраст. Погребението му се състои с държавни почести на 23 април във Фрайбург.
Единственият му син Вернер, който служи като генерал във Вермахта, е убит около Севастопол през 1944 г.

## Награди
- Германски орден „Железен кръст“
- Германски орден „Pour le Mérite“
- Германски орден „Червен орел" Голям кръст на „Червения орел“
- Германски орден „Черен орел"